# 冨永ボンド
冨永ボンド（とみなが ぼんど、Bond Tominaga、本名:冨永久司、1983年 - ）は、日本の画家、現代アート作家。木工用接着剤に水性塗料を混ぜて絵を描く「ボンドアート」で注目を集めている。アートセラピーにも取り組んでいる。多久市在住

## 略歴
福岡県出身。福岡デザイン専門学校卒業。木工用ボンドを画材として使用する画法「ボンドアート（登録商標：第5748119号、第5747987号）」の創始者。つなぐ（接着する）を創作テーマとし、ショッピングモールや百貨店の催事、音楽イベントや野外フェスに出演し、ライブで絵画を公開創作する。抽象画のモチーフは全て人間。
福岡で活動していたが、結婚を機に佐賀県多久市に引っ越し、以降は多久市で活動をしている。
多久駅前にあった京町商店街は閑散としていた。多久の協議会から街づくりの相談を受けた冨永は、閉店した店舗のシャッターや、店舗の壁面などに絵を描くウォールアートによる観光促進を提案する。「エノグアートプロジェクト」を立ち上げるも、原資の確保など問題が立ち塞がり、なかなか計画は進展しなかった。「さが段階チャレンジ交付金」に申し込むことで、少しずつ活動は進み、反対意見も多かった商店街からも声がかかるようになった。

## 個展
- 冨永ボンド展 in IWATAYA（岩田屋三越）
- 冨永ボンド展 in みやざきアートセンター（2017）
- 冨永ボンド展 〜The Lien〜 Gallery Collection Privee（2017／フランス・パリ）
- 冨永ボンド展 〜独創のボンドアート〜 in ゆめタウン佐賀（2017／サガテレビ主催）
- 冨永ボンド展 〜独創のボンドアート〜 in イオンモール福岡（2017）
- 冨永ボンド展 〜日常のボンドアート〜 in ゆめタウン佐賀（2018／サガテレビ主催）

## アートフェア出展
- ART EXPO NEW YORK 2014／アメリカ・ニューヨーク（単独ブース出展）
- Art shopping 2016 La Carrousel du Louvre／フランス・パリ（単独ブース出展）

## 出演
ラジオ
- 『冨永ボンドのRADIOボンドバ』（NBCラジオ佐賀、2015年11月7日- 、毎週土曜16時30分-16時45分）
2016年4月2日より、毎週土曜19時30分からの30分番組に拡大し、放送エリアも、地元佐賀のみならず、隣県の長崎（NBCラジオ本局）まで拡大した。これにより、Radikoプレミアムを使用すれば、日本全国でパソコン・スマートフォン等で聴取可能（下記の番組も同じ）。
- 『冨永ボンド アートレディオ』（RKBラジオ、2018年4月2日 - 、毎週月曜20時15分-20時30分）。